# YMC Entertainment
YMC Entertainment (hangul: 와이엠씨 엔터테인먼트) är ett sydkoreanskt skivbolag och en talangagentur bildad år 2010 av Cho Yoo-myung, son till den sydkoreanska sångaren Tae Jin-ah. YMC är dotterbolag till Imagine Asia sedan 2015.

## Artister

### Nuvarande
|       |
| Ailee |

|          |
| Baechigi |

|           |
| Baek Chan |

|       |
| Jessi |

|        |
| Joohee |

|            |
| Shin Bo-ra |